# Christophe Didier
Pour les articles homonymes, voir Didier.
Christophe Didier (né le 4 février 1915 à Bour et mort le 24 juillet 1978 à Strasbourg) est un coureur cycliste luxembourgeois. Professionnel de 1938 à 1946, il a remporté le Tour de Catalogne en 1940 et le Tour de Luxembourg en 1941.

## Palmarès et résultats

### Palmarès par année
- 1935
  -  Champion du Luxembourg sur route amateurs
- 1937
  - Ronde wallonne
  - 2e du Grand Prix François-Faber
  - 2e du Grand Prix des Ardennes
- 1938
  -  Champion du Luxembourg sur route indépendants
- 1939
  - 3e du Tour de Suisse
- 1940
  - Tour de Catalogne :
    - Classement général
    - 4e étape
- 1941
  - Tour de Luxembourg
- 1942
  - 2e étape du Westmark Rundfahrt
  - Circuit du Luxembourg
  - 2e du Tour de Luxembourg
  - 2e du Westmark Rundfahrt
  - 10e du Tour de Suisse

### Résultats sur les grands tours

#### Tour de France
2 participations
- 1938 : non-partant (11e étape)
- 1939 : 18e

#### Tour d'Italie
1 participation
- 1940 : abandon (18e étape)